# Dienststellungen des Technischen Hilfswerks

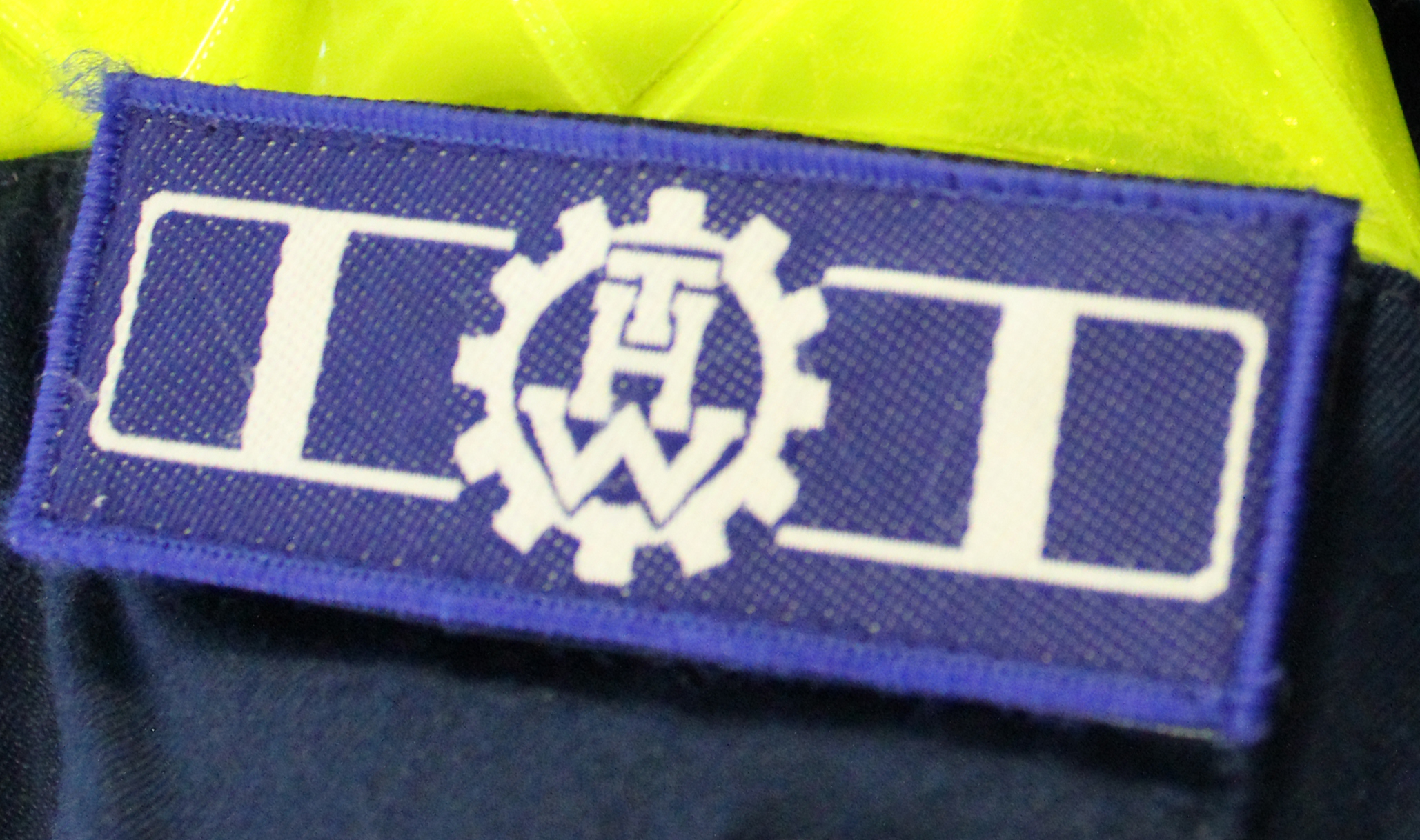
THW-Dienststellungskennzeichen an einem Einsatzanzug (nach 1999)

Beim Technischen Hilfswerk in Deutschland wird die Dienststellung durch Kennzeichen auf der rechten Brustseite des Einsatz- und des Dienstanzuges sowie der Tagesdienstkleidung kenntlich gemacht. Diese sind nicht zu verwechseln mit Dienstgraden, welche laufbahnbezogen und bei z. B. Feuer- oder Bundeswehr in Gebrauch sind. Ein Helfer, der in die Funktion eines Truppführers berufen wird, ist nach seiner Abberufung wieder ein Helfer.
THW-Dienststellungskennzeichen werden für hauptamtliche Mitarbeiter und ehrenamtliche Helfer vergeben. Die Kennzeichen für die Dienstanzüge sind gestickt, während die Klett-Kennzeichen für die Einsatzbekleidung gewebt sind.

## Dienststellungs- und Funktionskennzeichen
Grundsätzlich lassen sich ehrenamtliche Helfer und hauptamtliche THW-Angehörige an der Ausrichtung der Streifen der Dienststellungskennzeichen unterscheiden: Diese verlaufen bei ehrenamtlichen Helfern senkrecht, während sie bei hauptamtlichen THW-Angehörigen waagerecht angeordnet sind.

### Dienststellungskennzeichen für ehrenamtliche Helfer
Grundfarbe der Dienststellungskennzeichen ist dunkelblau, bei Tagesdienstkleidung schwarz. In den Ortsverbänden gliedern sich die Dienststellungen und Aufgabenbereiche in eine THW-eigene Behördenstruktur und eine Einsatzstruktur. Die Farbe der Kennzeichnung ist bei Einsatzkräften hellblau, im Ortsverbands-Stab und bei Fachberatern silbern bzw. weiß. Helfer-Anwärter tragen kein Dienststellungskennzeichen, daher erhalten die Helfer erst mit erfolgreich absolvierter Grundausbildung ihre Abzeichen.
| Ortsbeauftragte/r |
| Stv. Ortsbeauftragte/r |
| Ausbildungsbeauftragter, Fachberater/in                                                                                   |
| Ortsjugendbeauftragte/r, Schirrmeister/in, Beauftragte/r für Öffentlichkeitsarbeit, Verwaltungsbeauftragte/r, Koch/Köchin |

Die Farbe der Kennzeichnung im Ortsverbands-Stab und bei Fachberatern ist silbern (auf Einsatzschutzkleidung weiß). Der Ortsbeauftragte trägt als Dienststellenleiter ein golden (auf Einsatzschutzkleidung gelb) abgesetztes Dienststellungskennzeichen.
| Zugführer/in des Technischen Zuges, Zugführer/in des Fachzuges Logistik, Zugführer/in des Fachzuges Führung/Kommunikation |
| Zugtruppführer/in, Sachgebietsleiter/in des Fachzuges Führung/Kommunikation                                               |
| Gruppenführer/in |
| Truppführer/in, Führungsgehilfe/gehilfin                                                                                  |
| Helfer/in |

Die Farbe der Kennzeichnung bei Einsatzkräften ist ausschließlich hellblau.
| Bundessprecher/in                                              |
| Stv. Bundessprecher/in                                         |
| Landessprecher/in                                              |
| Stv. Landessprecher/in                                         |
| Helfersprecher/in, stv. Helfersprecher/in                      |
| Vertreter/in Bundesvereinigung, Vertreter/in Landesvereinigung |

Ehrenamtliche Vertreter auf Landes- und Bundesebene tragen besondere Funktionskennzeichen in goldener (auf Einsatzschutzkleidung gelber) Farbe. Die zwei bis vier senkrechten Balken sind hier schmaler und füllen das Feld nicht vollständig aus; der Balken im Dienststellungskennzeichen des Bundessprechers ähnelt dem des Ortsbeauftragten, ist jedoch breiter.

### Funktionskennzeichen für hauptamtliche THW-Angehörige
Hauptamtliche THW-Mitarbeiter tragen Funktionskennzeichen in silberner und goldener bzw. weißer und gelber Farbe. Zur Unterscheidung von Ehrenamtlichen sind die Balken hier waagerecht einbeschrieben; ab der Ebene des Landesbeauftragten sind sie breiter (beim Vizepräsidenten unterbrochen).
| Präsident/in |
| Vizepräsident/in |
| Landesbeauftragte/r, Leiter/in des Aus- und Fortbildungszentrums (AFZ), Abteilungsleiter/in, Beauftragte/r für das Ehrenamt           |
| Referatsleiter/in, Schulmanager/in, Leiter/in des Leitungsstabes                                                                      |
| Referent/in |
| Leiter/in der Regionalstelle |
| Sachbearbeiter/in, Fachlehrer/in |
| Bürosachbearbeiter/in Service, Ausbilder/in, Gerätehandwerker/in, Kraftfahrer/in                                                      |
| Bürosachbearbeiter/in, Auszubildende/r, Absolvent/in Bundesfreiwilligendienst, Absolvent/in Freiwilliges Soziales Jahr, Praktikant/in |

## Geschichte

### Ehrenamtliche Kräfte

#### THW-Dienststellungen von 1953 bis 1972
In der Zeit von 1953 bis 1972 wurden dunkelblaue Ärmelstreifen/-bänder am linken Oberarm (Gruppenführer) als auch am linken Unterarm (ab Zugführer) der Einsatzjacke getragen.
Für hauptamtliche Kräfte gab es bis 1973 offiziell keine Dienststellungskennzeichen. Diese trugen ab den 1960ern vermehrt dieselben Ärmelstreifen/-bänder wie die ehrenamtlichen Kräfte am linken Unterarm.

##### Die 1950er Jahre
Die Gruppenführer trugen ein Ärmelband/-streifen in dunkelblau mit silbernen oder weißen Rändern waagrecht ca. 2 cm unterhalb des Organisationsemblem („Dreiecksabzeichen“), die Länge entsprach der waagrechten (unteren) Kante des damaligen größeren dreieckigen Abzeichens.
Die Zugführer und Ausbilder an den THW-Schulen trugen ein Ärmelband in Dunkelblau mit silbernen oder weißen Rändern waagrecht ca. 2 cm oberhalb der linken Ärmelmanschette der Einsatzjacke (aus der Sicht des Trägers). Das Ärmelband wurde um den gesamten Ärmel als Ring („Ärmelring“) getragen.
| Dienststellung                     | Kennzeichen an der Bekleidung |
| ---------------------------------- | ----------------------------- |
| Zugführer Ausbilder an THW-Schulen |                               |
| Gruppenführer                      |                               |
| Helfer                             |                               |

Das Ärmelband wurde auch oftmals auf der Mütze oder auch auf den damaligen Schutzhelmen lose in Ringform getragen, um so eine bessere Erkennbarkeit im Einsatz vorzunehmen. Dies war jedoch nur den Gruppenführern und Zugführern vorbehalten, wenn diese die Funktion „Einsatzleiter THW“ wahrnahmen. Diese Trageweise wurde noch bis ca. 1972 fortgeführt. Außerdem existierten THW-Bergmützen (ähnlich der M43 Feldmütze) mit blau eingefärbten Ohrenschutz, die für den „Einsatzleiter THW“ vorgesehen waren.
Ortsbeauftragte trugen ein abnehmbares Namensschild aus Metall in Silberfarben mit schwarzer Aufschrift „ORTSBEAUFTRAGTER“. Dieses Namensschild durfte auch auf ziviler Kleidung im Dienst getragen werden.

##### Die 1960er bis 1972
Mit der Einführung der Kragenspiegel im THW, die in schwarz ausgeführt waren, wurden die Ärmelstreifen und -bänder mit der Zeit obsolet, dennoch wurden sie weiterhin getragen, um bestimmte Funktionen bzw. Qualifikationen darzustellen wie zum Beispiel „Einsatzleiter THW“.
Die Kragenspiegel waren identisch mit denen des damaligen Luftschutzhilfsdienstes (LSHD). Aus ihnen entstammten die 1973 eingeführten Dienststellungskennzeichen für die ehrenamtlichen Kräfte.
| Dienststellung                               | Kennzeichen                                                          | Bemerkung |
| -------------------------------------------- | -------------------------------------------------------------------- | --- |
| Bereitschaftsführer                          | Kragenspiegel, schwarz, mit silberfarbener gedrehter Schnur als Rand | Drei aufgelegte Sterne in Altgold in Form von drei Quadraten.                                                                 |
| Stellvertretender Bereitschaftsführer        | Kragenspiegel, schwarz, mit silberfarbener gedrehter Schnur als Rand | Zwei aufgelegte Sterne in Altgold in Form von zwei Quadraten.                                                                 |
| Zugführer                                    | Kragenspiegel, schwarz, mit silberfarbener gedrehter Schnur als Rand | Ein aufgelegter Stern in Altgold in Form eines Quadrates.                                                                     |
| Stellvertretender Zugführer (Zugtruppführer) | Kragenspiegel, schwarz, mit silberfarbener gedrehter Schnur als Rand | Drei aufgelegte senkrechte Balken in Silber oder Weiß.                                                                        |
| Gruppenführer                                | Kragenspiegel, schwarz, mit silberfarbener gedrehter Schnur als Rand | Zwei aufgelegte senkrechte Balken in Silber oder Weiß.                                                                        |
| Truppführer                                  | Kragenspiegel, schwarz, mit silberfarbener gedrehter Schnur als Rand | Ein aufgelegter senkrechter Balken in Silber oder Weiß.                                                                       |
| Helfer                                       | Kragenspiegel, schwarz, mit silberfarbener gedrehter Schnur als Rand | Ohne Auflagen (Kragenspiegel waren bei der Einkleidung der Helfer schon vom Hersteller des Einsatzanzuges angebracht worden). |

#### THW-Dienststellungen von 1973 bis 1994
Ab etwa 1973 gab es im THW aufgenähte Dienststellungskennzeichen, welche neben Dienststellung auch die Fachdienstzugehörigkeit kenntlich machten. Für den Einsatzanzug waren sie aus waschbarem Baumwollgewebe gefertigt, für den Dienstanzug auf eine lichtblaue Filzunterlage aufgestickt. Sie wurden auf der rechten Brustseite angebracht.
| Bereitschaftsführer                                   |  | nur für den Bergungsdienst und Führungsgruppe TEL hier: TEL                                                            |
| Stellvertretender Bereitschaftsführer                 |  | nur für den Bergungsdienst und Führungsgruppe TEL hier: Bergungsdienst                                                 |
| Zugführer                                             |  | nicht für Materialerhaltungs-, Verpflegungs- oder Verbrauchsgütertrupp hier: kein Fachdienst                           |
| Zugtruppführer                                        |  | nicht für Materialerhaltungs-, Verpflegungs- oder Verbrauchsgütertrupp hier: ABC-Dienst                                |
| Gruppenführer                                         |  | nicht für Fernmeldedienst und Materialerhaltungs-, Verpflegungs- oder Verbrauchsgütertrupp hier: Instandsetzungsdienst |
| Truppführer                                           |  | hier: Versorgungsdienst                                                                                                |
| Helfer mit abgeschlossener Grundausbildung, Althelfer |  | hier: Fernmeldedienst                                                                                                  |

Für den Helm gab es selbstklebende und reflektierende Dienststellungskennzeichen, welche an der linken Helmseite angebracht wurden.
Diese Abzeichen waren für alle Fachdienste gleich, da hiermit nur die Dienststellung und nicht die Fachdienstzugehörigkeit kenntlich gemacht wurde. Diese Abzeichen für den Helm blieben bis 1999 gültig.
Die Fachdienstfarben waren wie folgt zugeordnet:
| Einheiten/Einrichtungen der Führung | Weiß (RAL 9010)        |  | - Führungsgruppe Technische Einsatzleitung (TEL)                                    |
| Fernmeldedienst                     | Cadmiumgelb (RAL 1021) |  | - Fernmeldezug - Fernmeldezentrale KatS beim HVB - Fernmeldezentrale KatS Abschnitt |
| Instandsetzungsdienst               | Gelbgrün (RAL 6018)    |  | - Instandsetzungszug                                                                |
| Versorgungsdienst                   | Violett (RAL 4001)     |  | - Materialerhaltungstrupp - Verpflegungstrupp - Verbrauchsgütertrupp                |
| kein Fachdienst                     | Ultramarin (RAL 5002)  |  | - Ponton-Gruppe - Notstrom-Pumpengruppe                                             |
| Bergungsdienst                      | Tiefschwarz (RAL 9005) |  | - Bergungszug - Bergungsräumzug - Führungsgruppe Bereitschaft Bergung               |
| ABC-Dienst                          | Braun (RAL 8007)       |  | - ABC-Zug - Dekontaminierungsstelle                                                 |

Zusätzlich zu den Dienststellungskennzeichen wurden am linken Ärmel die Abzeichen für Sonderausbildungen wie etwa Atemschutzgeräteträger, Kraftfahrer oder Sprechfunker getragen.
Die ehrenamtlichen Führungskräfte des Orts- und des Kreisbeauftragten trugen 1973 das Kennzeichen mit THW-Emblem in der Mitte auf lichtblauem Grund mit je einem 5 mm breiten silbernen Streifen links und rechts des Emblems. Diese Abzeichen gab es in maschinengestickter Ausführung für den Dienstanzug sowie auch in Metallausführung mit Anstecknadel:
| Ortsbeauftragter      |                 |                                        |
| Stv. Ortsbeauftragter | nicht vorhanden |                                        |
| Kreisbeauftragter     |                 | gemäß aktueller STAN: kein Kennzeichen |

#### THW-Dienststellungen von 1994 bis 1999
Von 1995 bis 1999 gab es nur noch Abzeichen mit ultramarinblauer Umrandung auf grauem Grund, da mit der Auflösung der Fachdienste auch die farbliche Unterscheidung hinfällig war. Die Abzeichen für den Ortsbeauftragen und stellvertretenden Ortsbeauftragten blieben in ihrer bisherigen Form gültig.
| Führer Führung und Kommunikation                                                        |
| stellvertretender Führer Führung und Kommunikation                                      |
| Zugführer                                                                               |
| Zugtruppführer, Ausbildungsbeauftragter, Schirrmeister, Verwaltungshelfer               |
| Gruppenführer, Jugendbetreuer, Beauftragter für Öffentlichkeitsarbeit und Helferwerbung |
| Truppführer, Koch                                                                       |
| Helfer mit abgeschlossener Grundausbildung, Althelfer                                   |

#### THW-Dienststellungen von 1999 bis heute
2009 wurden die Kennzeichen für den Bundessprecher, Stellvertretenden Bundessprecher, Landessprecher und Stellvertretende Landessprecher eingeführt.
Die Bekleidungsrichtline von 2013 schuf Kennzeichen für Vertreter Bundesvereinigung und Vertreter Landesvereinigung sowie für Helfersprecher und Stellvertretende Helfersprecher. Verändert wurde das Dienststellungskennzeichen für
- Koch: ein senkrechter weißer Streifen; zuvor ohne Streifen
- Verwaltungshelfer: ein senkrechter weißer Streifen, zuvor ohne Streifen

### Hauptamtliche Kräfte
Bei den Abzeichen für das hauptamtliche Personal wurde 1973 nicht nach Fachdiensten, sondern nach den jeweiligen Laufbahnen und später nach Besoldungsgruppen unterschieden. Das THW-Symbol war mittig angeordnet und der Hintergrund lichtblau. Auch diese Abzeichen gab es in gestickter oder in Metallausführung.
| Direktor                                        |
| Landesbeauftragter                              |
| Angehörige des höheren Dienstes                 |
| Angehörige des gehobenen Dienstes               |
| Angehörige des einfachen und mittleren Dienstes |

Im Januar 2009 wurden die aktuellen Funktionskennzeichen für hauptamtliche Kräfte eingeführt.
Zum 1. Januar 2018 wurde die Bezeichnung der Geschäftsstellen in Regionalstellen geändert und damit wurde aus der Geschäftsführerin bzw. dem Geschäftsführer die Leiterin bzw. der Leiter der Regionalstelle.

## Galerie

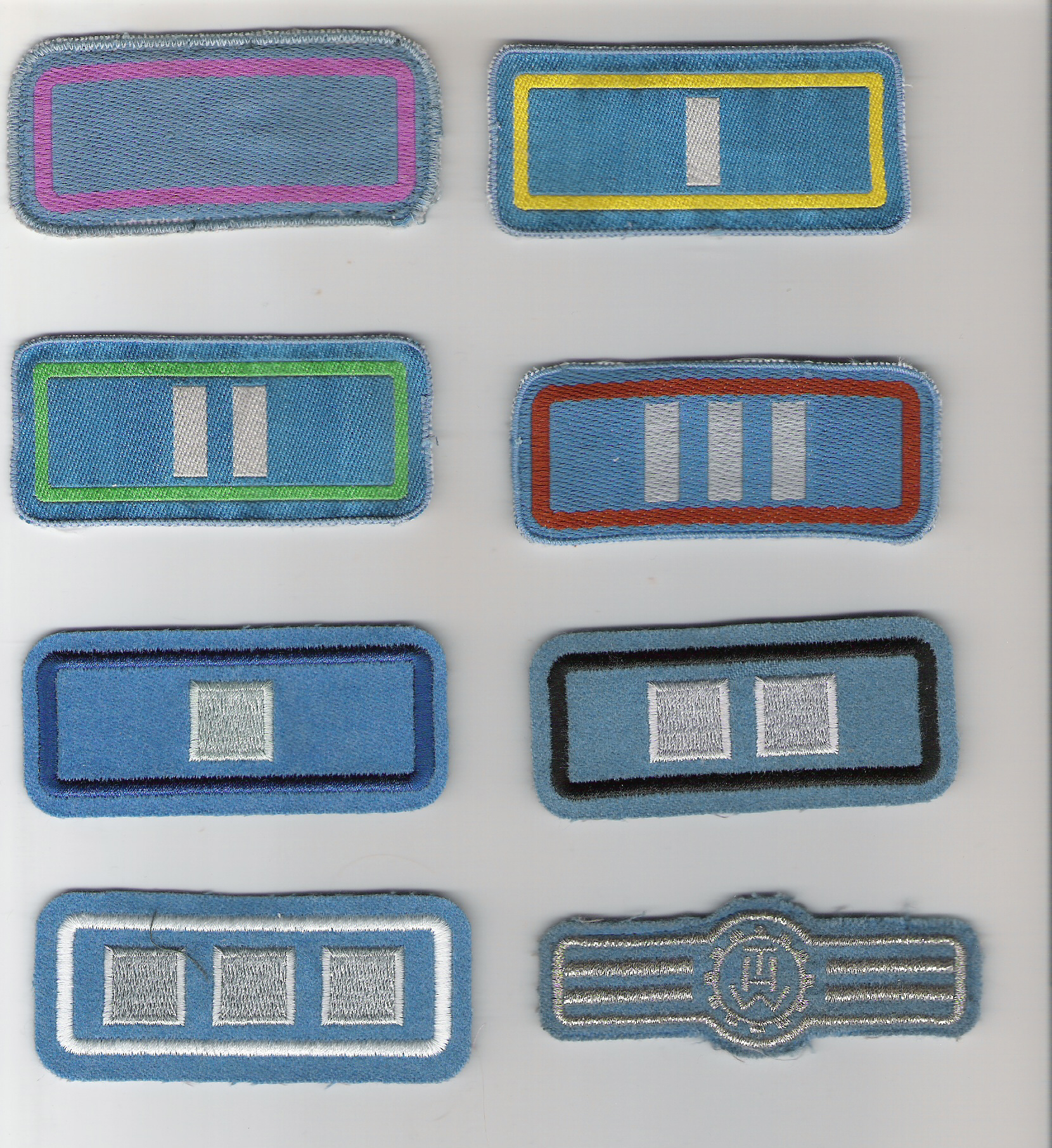
Dienststellungskennzeichen bis 1994.
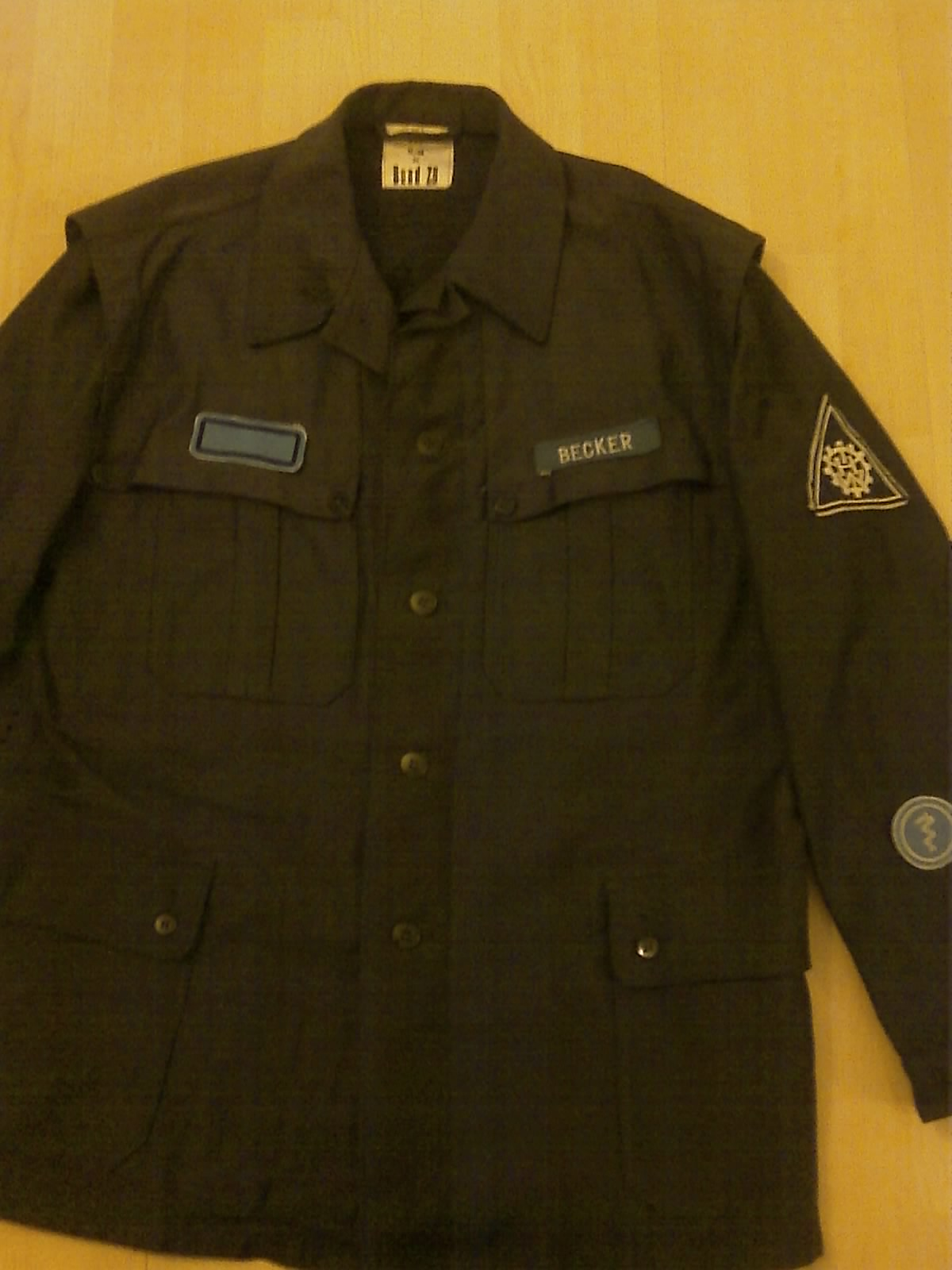
Jacke zum „Pilotanzug“ mit Kennzeichen eines Helfers im Bergungsdienst bis 1994
Dienststellungskennzeichen für den Schutzhelm (hier: Zugführer) bis 1999
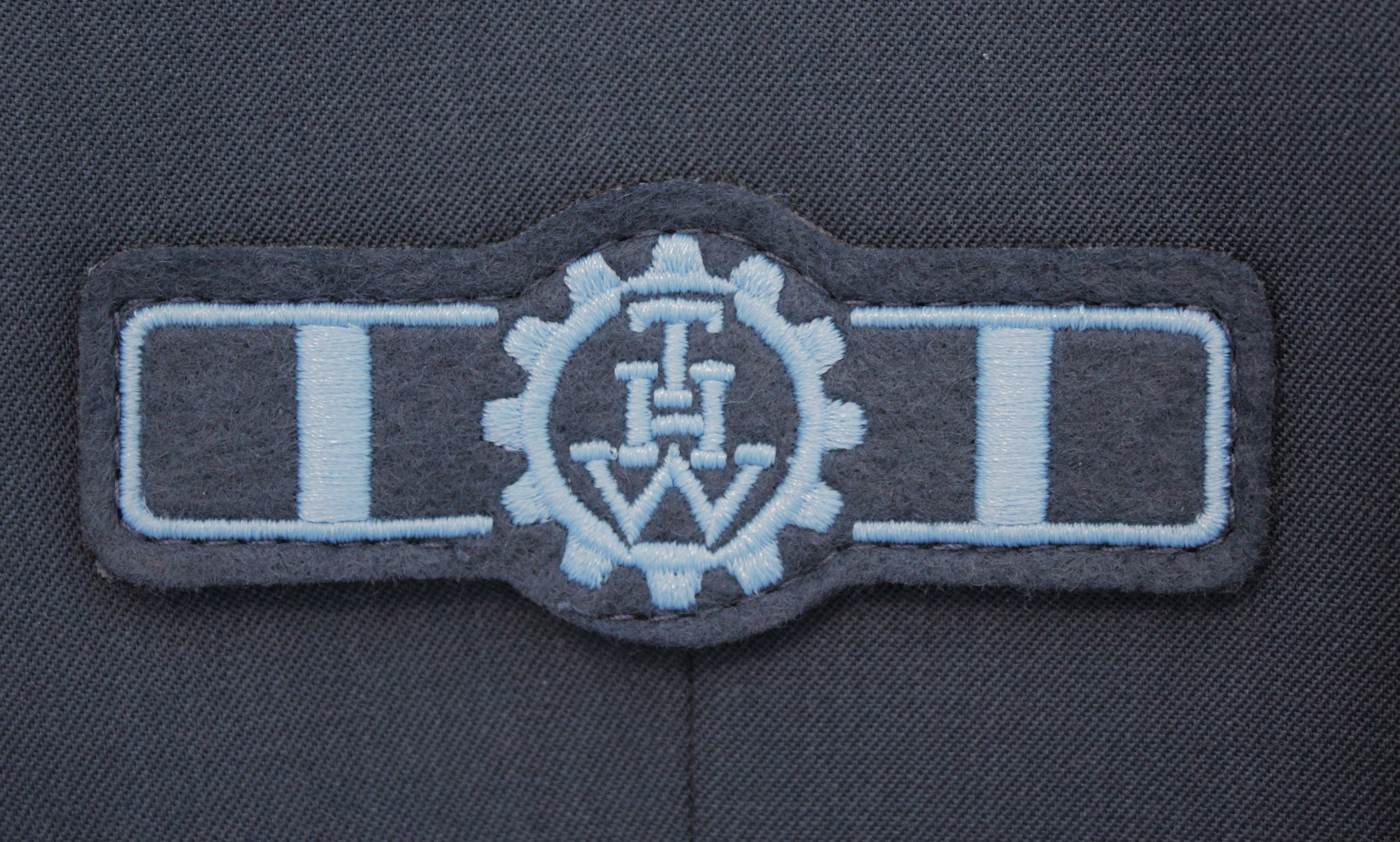
Dienststellungskennzeichen eines Truppführers an einem neuen Dienstanzug